# El Vergel, San Mateo Peñasco
El Vergel är en ort i Mexiko.   Den ligger i kommunen San Mateo Peñasco och delstaten Oaxaca, i den sydöstra delen av landet, 300 km sydost om huvudstaden Mexico City. El Vergel ligger 1 777 meter över havet och antalet invånare är 122.
Terrängen runt El Vergel är huvudsakligen kuperad, men åt sydost är den bergig. El Vergel ligger nere i en dal. Runt El Vergel är det ganska glesbefolkat, med 32 invånare per kvadratkilometer. Närmaste större samhälle är Villa Chalcatongo de Hidalgo, 14,6 km söder om El Vergel. I omgivningarna runt El Vergel växer huvudsakligen savannskog.